# Zenodoro (scultore)
Zenodoro (fl. I secolo) è stato uno scultore e toreuta greco antico.

## Biografia
Di sicura origine greca, il suo luogo di nascita è ignoto; ma, dal fatto del suo inizio la sua carriera in Gallia, Thiersch ipotizza che potrebbe essere nativo di Massilia.
La sua attività artistica si svolse principalmente sotto il regno di Nerone, e si distinse per i due immensi colossi che fece erigere, famosi non solo per la loro grandezza, ma anche la bellezza e delicatezza con cui eseguì i delicati ceselli in argento. La sua prima opera celebre fu realizzata per il
Arverni, in Gallia, ed era un colosso raffigurante Mercurio. L'opera superava tutte le opere simili in grandezza, e costò ben quaranta milioni di sesterzi e occupò l'artista per dieci anni nella sua costruzione.
Mentre era impegnato nella statua colossale, si dedicò alle incisioni in argento e la sua abilità era talmente elevata che copiò le incisioni di due tazze di Calamis e le differenze potevano appena essere rilevate (ut vix ulla differentia esset artis).

## Opere
- Statua raffigurante il Dio degli Averni, ancora oggi sono reperibili sue riproduzioni, ma l'originale andò distrutto.
- Ritratto di Nerone (Colosso di Nerone),[1] non pervenuta in nessuno modo a noi, ma si racconta dell'opera in alcuni scritti, deducendone l'altezza in 35 metri la composizione (fusa in lega di bronzo, argento e oro) e il luogo (collocata nel vestibolo della Domus Aurea[2] e successivamente spostata da Adriano davanti al Colosseo.[3]

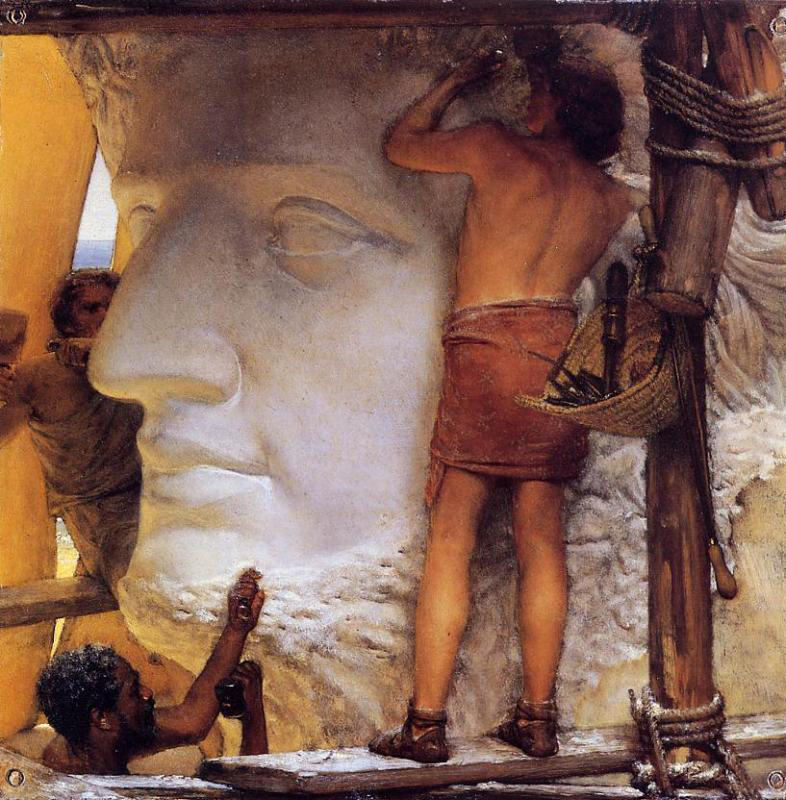
Il lavoro di alcuni scultori al colosso di Nerone, da un dipinto di Lawrence Alma-Tadema (1877).
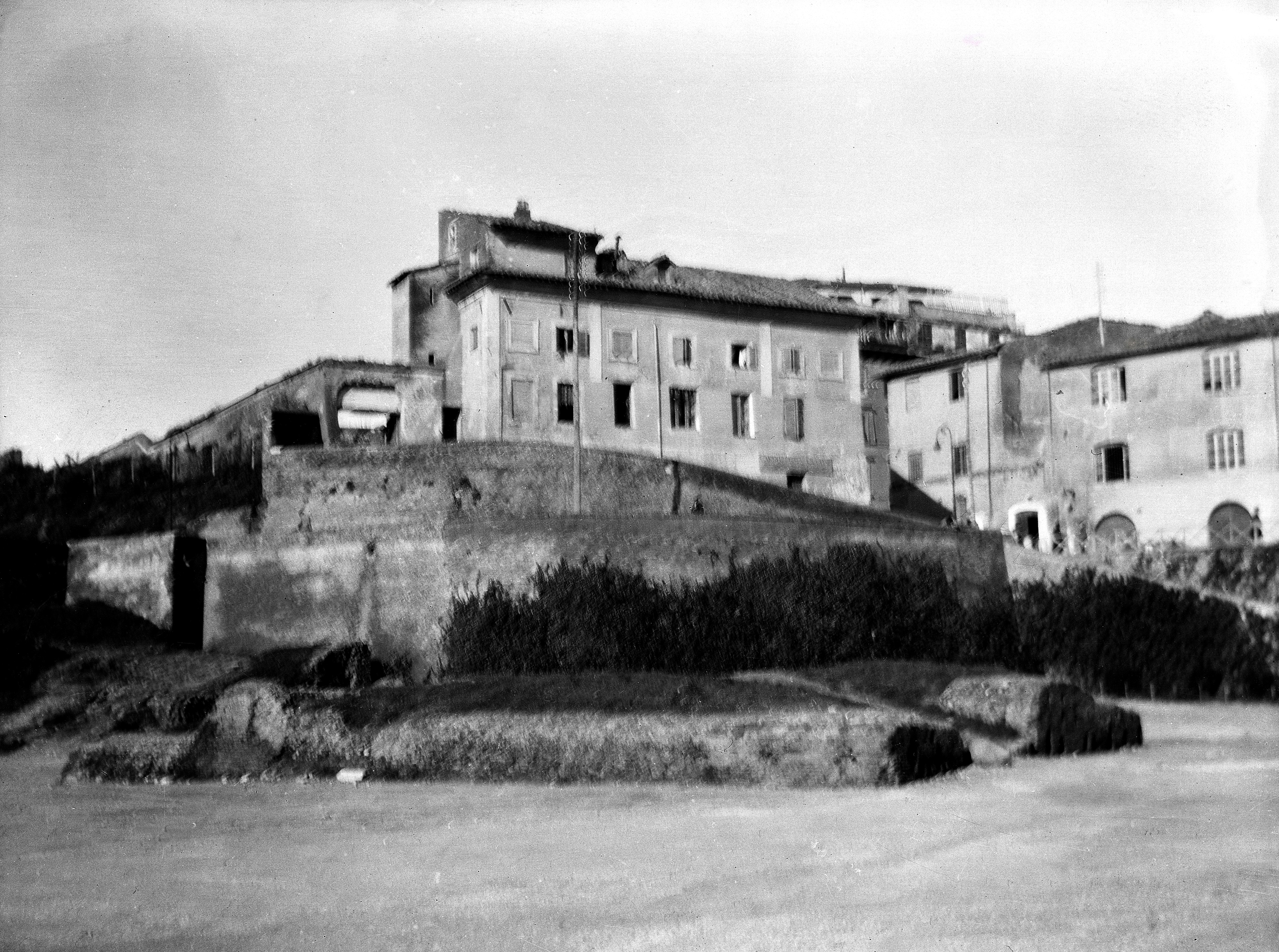
La base adrianea del Colosso, 1929